# Priwall

Zum Stadtbezirk Priwall gehört auch die Traveförde mit Pötenitzer Wiek und Dassower See (blau auf der Karte)

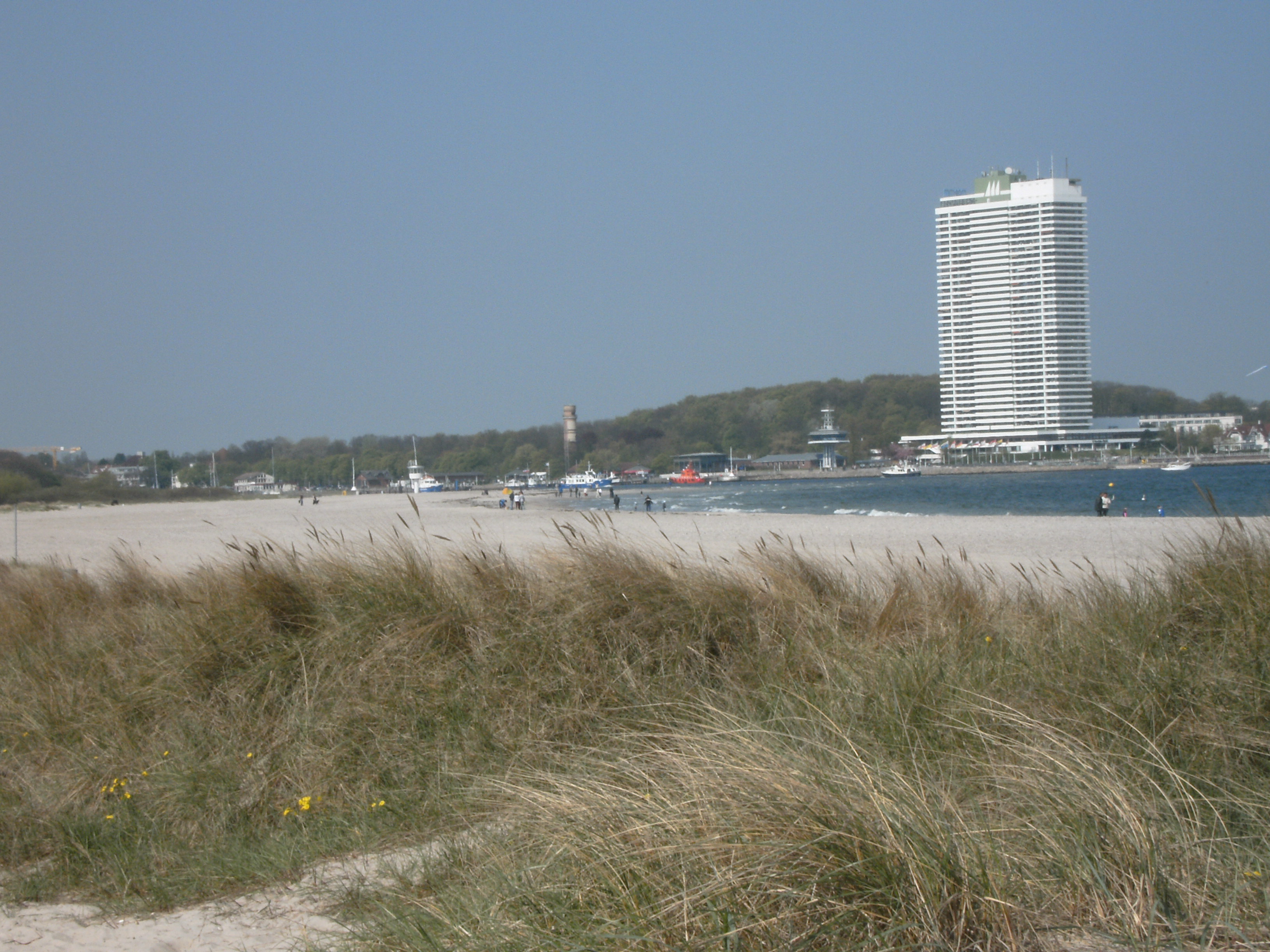
Priwall-Strand an der Lübecker Bucht, im Hintergrund das Maritim-Hotel (vor 2017).

Der Priwall ist eine etwa drei Kilometer lange Halbinsel an der Travemündung im Osten Schleswig-Holsteins. Er gehörte seit 1226 (damals noch als Insel in der Mündung) zur 1187 gegründeten Stadt Travemünde und wurde mit dieser zunächst 1329 in den Lübecker Stadtstaat, schließlich 1913 in die Hansestadt Lübeck eingegliedert. Zum Stadtbezirk Priwall gehören auch die Traveförde mit Pötenitzer Wiek und Dassower See (mit den Inseln Buchhorst und Graswerder) (blau auf der Karte).
Der Priwall ist vor allem im Sommer sehr frequentiert, weil sich auf dem nordöstlichen Teil der Halbinsel ein breiter Sandstrand zum Bad in der Lübecker Bucht befindet, der sich auf mecklenburgischer Seite naturbelassen fortsetzt.

## Lage
Die Halbinsel wird im Norden von der Ostsee, im Westen von der Trave und im Süden von der Pötenitzer Wiek, einer haffartigen Erweiterung in der Trave, begrenzt. Das östliche Ende der Halbinsel bildet die Landesgrenze zu Mecklenburg-Vorpommern. Diese Grenze geht auf den Lübecker Reichsfreiheitsbrief aus dem Jahr 1226 zurück. Bis 1990 verlief hier die innerdeutsche Grenze, so dass der Priwall viele Jahre nicht auf dem 35 km langen Landweg über Dassow um den Dassower See auf der B 105 nach Selmsdorf und Schlutup erreicht werden konnte.

## Verkehr

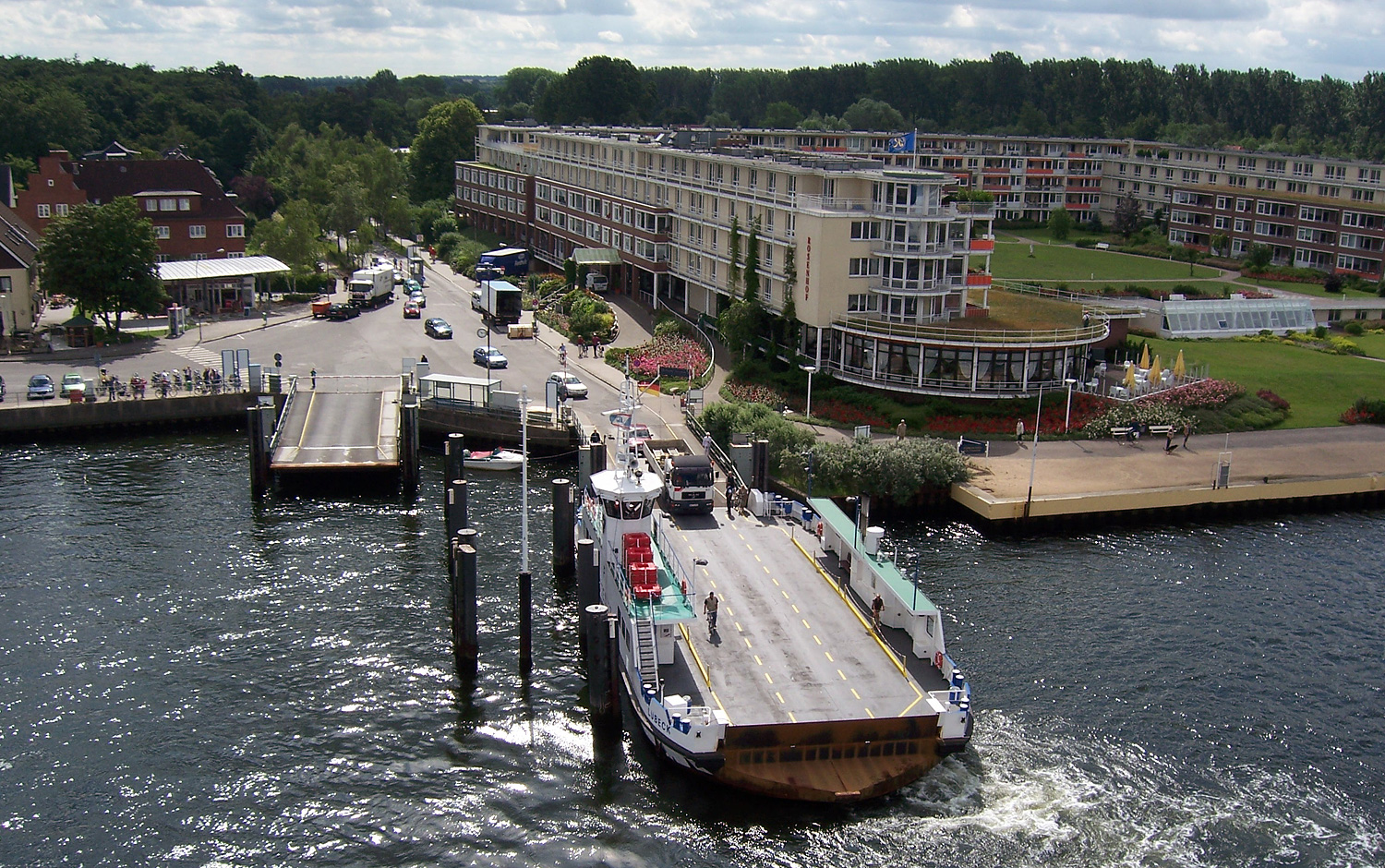
Fähranleger (Autofähre) und Seniorenresidenz Rosenhof

Urkundlich erwähnt wurde eine Fährverbindung von Travemünde zum Priwall bereits 1253. Sie stellte die Verbindung weiter nach Mecklenburg her. Im 18. Jahrhundert unterstand die Fähre dem Stadthauptmann mit Sitz in der Alten Vogtei auf der Travemünder Seite.
Die Priwallfähre der Gegenwart für Kraftfahrzeuge und Fußgänger (Autofähre) verbindet Travemünde über die Straße Auf dem Baggersand mit der Mecklenburger Landstraße auf dem Priwall. Die Mecklenburger Landstraße führt in West-Ost-Richtung quer durch den Priwall nach Mecklenburg.

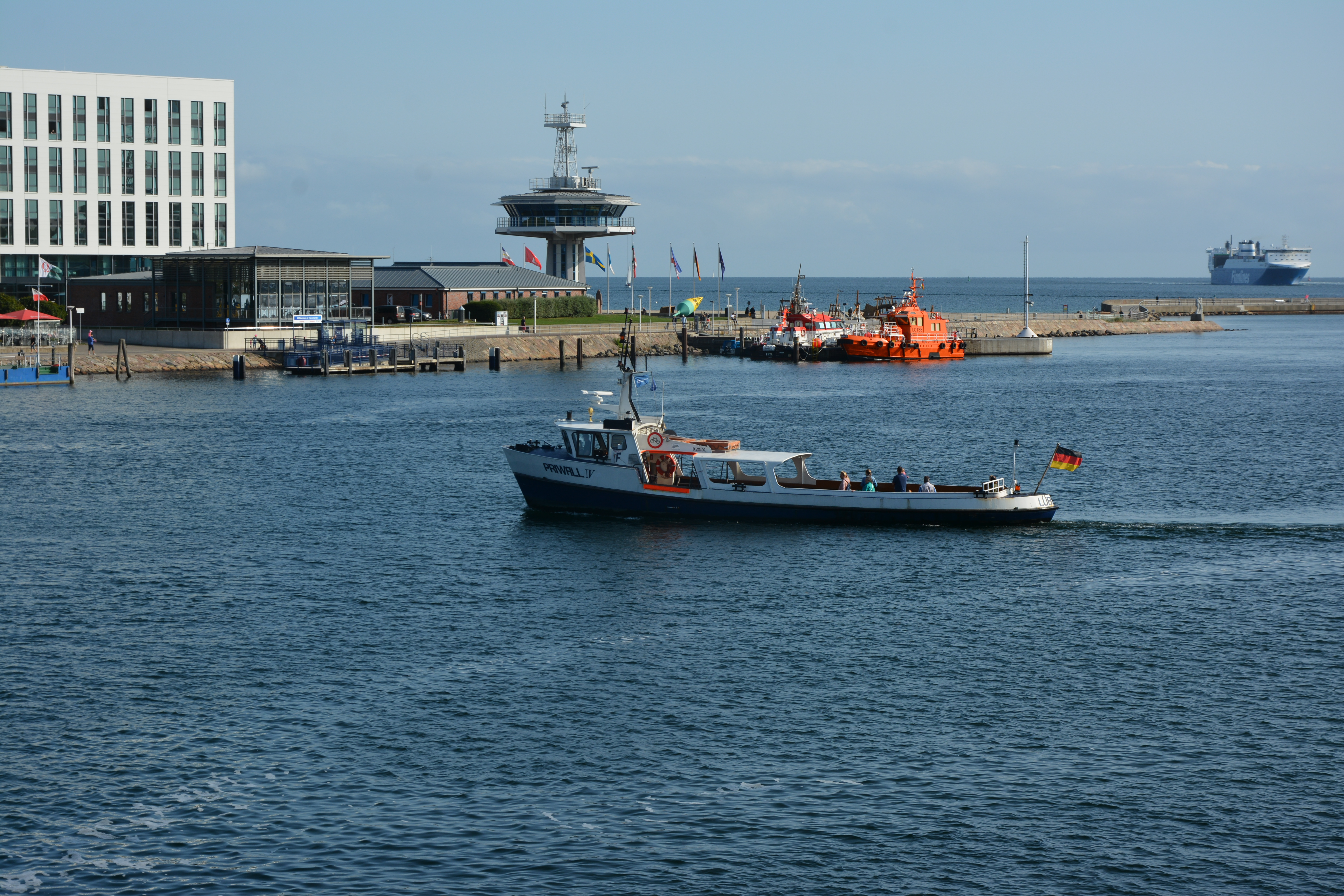
Norderfähre (Personen und Fahrräder)

Eine weitere Fährverbindung für Fußgänger und Radfahrer verkehrt ganzjährig zwischen der Travepromenade in Travemünde Höhe Nordermole und dem Dünenweg auf dem Priwall.

## Geschichte

### Reichsfreiheitsbrief
Im Jahre 1226 wurde der Priwall Teil des damaligen Lübecker Staatsgebietes (Lübecker Reichsfreiheitsbrief). Der Priwall als mittlerweile überdünter Nehrungshaken entwickelte sich aus einer Sandbarre in der Mündung des Flusses Trave in die Ostsee. Sturmfluten rissen den östlichen Isthmus mehrfach auf, doch die Stadt Lübeck hatte ein Interesse an der Wiederverschließung, da es strategisch günstiger war, lediglich einen Travearm (den westlichen) überwachen und verteidigen zu müssen. So entstand beispielsweise noch im 13. Jahrhundert ein Steindamm über einen dieser Flutdurchbrüche und bald darauf schloss man ihn wieder vollständig.

### Tourismus, Luftfahrt, Flugzeugbau

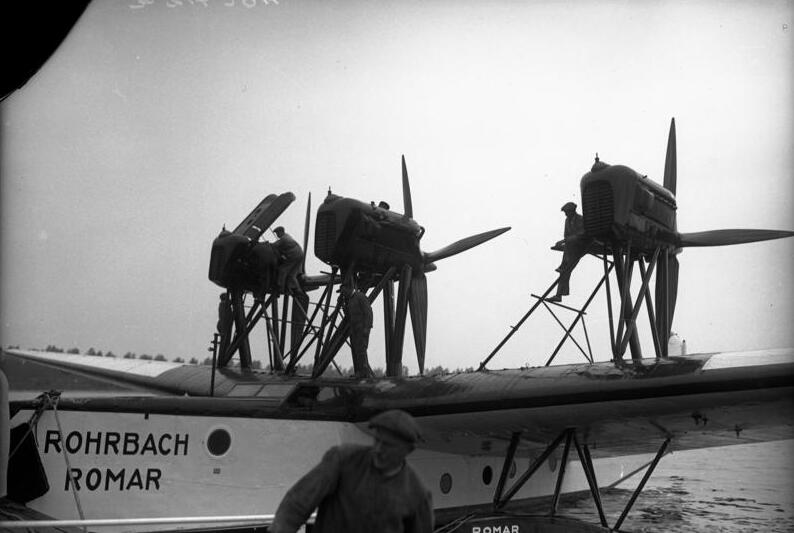
Flugboot Rohrbach Romar auf der Pötenitzer Wiek vor dem Flughafen Travemünde auf dem Priwall

1803 bestätigte der § 9 des Reichsdeputationshauptschlusses den Priwall als ausschließliches Eigenthum der Stadt Lübeck; Mecklenburg-Schwerin erhielt als Abgeltung alter Ansprüche dafür die Lübecker Hospitaldörfer auf Poel – gegen den öffentlichen Einspruch des damaligen Eigentümers von Johannstorf und Pötenitz, Michael Gottfried Eckermann. 1847 wurde auf dem Priwall eine Badeanstalt eingerichtet. Ab 1880 erhielt der Priwall einfache Unterkünfte für bedürftige Familien, die der Verein für Ferienkolonien baute. Ab 1922 wurde es erlaubt, direkt vom Strand aus in der Ostsee zu baden.
Eine Pferderennbahn wurde am 5. August 1882 eröffnet und bis 1934 genutzt. Sie wich 1940 dem Bau eines U-Boot-Hafens, des heutigen „Passathafens“, der jetzt als Segelboothafen genutzt wird.
Anfang des 20. Jahrhunderts landeten und starteten Zeppeline auf dem Priwall, z. B. im Internationalen Ostsee-Jahr 1931 der LZ 127 Luftschiff Graf Zeppelin. Auf dem Priwall gab es seit 1926 einen Flugplatz der Lufthansa für den Passagierverkehr zu innerdeutschen Zielen und nach Skandinavien, der auch von Wasserflugzeugen genutzt wurde. Die Caspar-Werke bauten ab 1914 Wasserflugzeuge und erprobten sie.

### Zeit des Nationalsozialismus
Die Luftwaffe beanspruchte 1935 das Gelände für sich. Es gab Linienverkehr in die Ostsee-Anrainerstaaten. Ein schmaler Weg der alten Flughafen-Landebahn mit Betonplatten verläuft auf dem Priwall am Ende des Fliegerweges.
Im Zweiten Weltkrieg war der Priwall für Zivilisten gesperrt. Im benachbarten Pötenitz sind heute noch die von Küstenwald überwucherten Ruinen des Luftzeugamtes Pötenitz und die dazugehörige Anlegermole in der Pötenitzer Wiek zu sehen.
In den 1930er Jahren wurde auf dem Priwall eine Klinik errichtet, die zunächst vom Militär genutzt wurde. Später kam das während des Zweiten Weltkriegs als Lazarett genutzte Priwall-Krankenhaus mit 124 Betten in kommunale Trägerschaft und wurde in den letzten Jahren des Betriebs von den privaten Sana-Kliniken übernommen. 2004 wurde die Klinik geschlossen und stand ab September 2005 leer. Als Ersatz wurde eine Praxis-Klinik mit Bettenhaus in Travemünde geschaffen. Zwei der Gebäude wurden bis 2020 als Außenmagazin für zuletzt über 590.000 Bände der Stadtbibliothek Lübeck genutzt. Nachdem sich der Plan eines Neubau-Wissensspeichers als gemeinsames Magazin für Stadtbibliothek, Archiv und Museen Lübecks zerschlug, soll 2020 in einer kleinen Lösung das Magazin der Stadtbibliothek in ein angemietetes Gebäude auf dem Gelände der ehemaligen Lübecker Maschinenbau Gesellschaft in der Einsiedelstraße 6 umziehen. Die ehemaligen Klinikgebäude werden verkauft. Auf dem Gelände sollen Wohnungen entstehen.
Während der NS-Zeit befanden sich auf dem Priwall drei Lager für Zwangsarbeiter der Flugerprobungsstelle der Luftwaffe (Erprobungsstelle See). Im Lager I waren 150 ausländische Zwangsarbeiter untergebracht, im Lager II 80 und im Lager III 250 Zwangsarbeiter.
Die Rollbahn des Flugplatzes wurde gegen Kriegsende von britischen Bombern zerstört.

### DDR-Grenzgebiet und Grenzöffnung

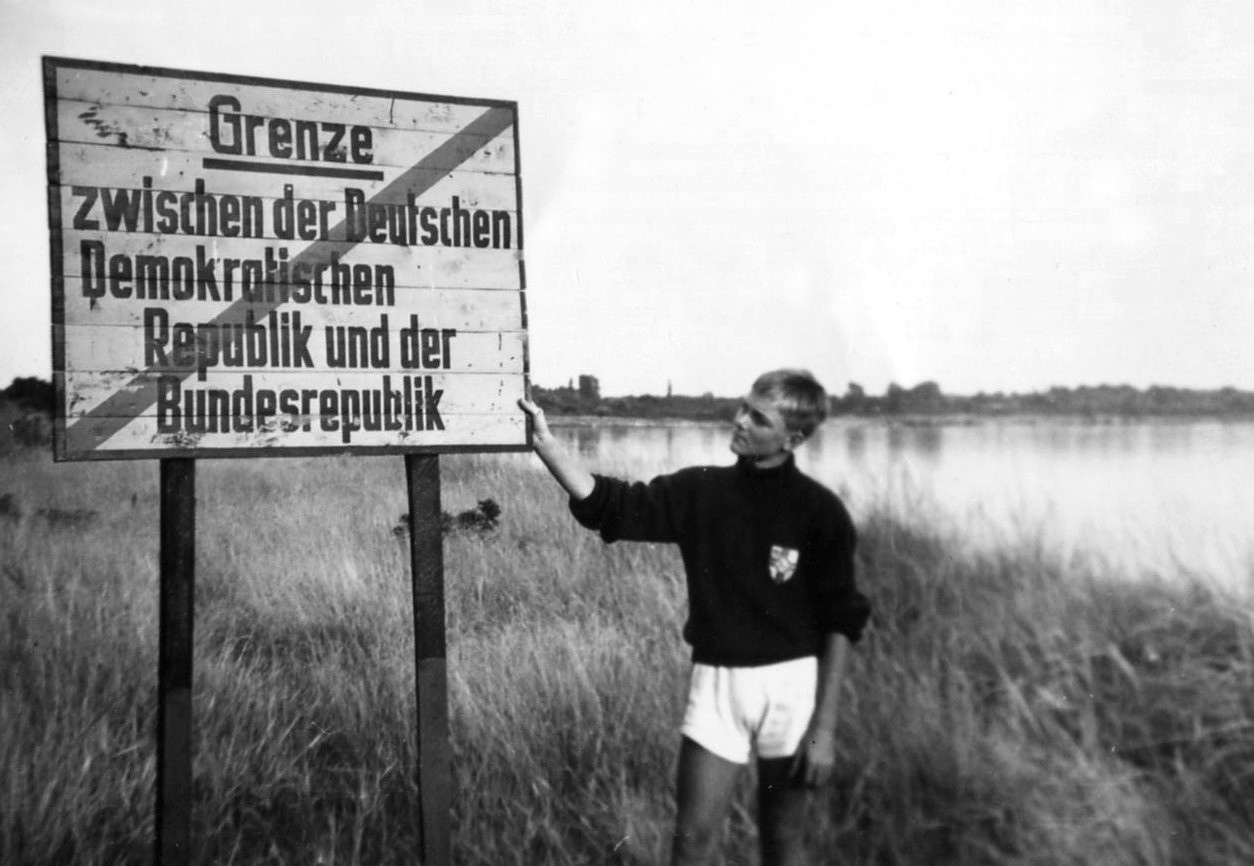
Grenzschild am Priwall, Juli 1959

Bis 1990 gehörte ein kleiner Abschnitt des Priwalls zur DDR. Dessen Grenze zum schleswig-holsteinischen Priwall bildete den nördlichsten Teil der Innerdeutschen Grenze.
Auf dem Priwall war der Zugang nach Osten und umgekehrt erst drei Monate nach dem Fall der Mauer in Berlin wieder möglich. Am 3. Februar 1990 wurde die Öffnung des Zauns mit einem Volksfest gefeiert, an dem Tausende Menschen aus Ost und West teilnahmen. Zunächst war der Zugang nur zu Fuß durch den Sand am Strand möglich, an einem DDR-Grenzhäuschen wurden die Pässe kontrolliert. Am 12. April 1990 wurde ein Übergang über die Mecklenburger Landstraße eröffnet, für zwei Jahre nur für Fußgänger und Radfahrer. Seit 1992 können Kraftfahrzeuge nach der Neuanlage der Straßenverbindung passieren.

### 21. Jahrhundert
Zwischen 2002 und 2007 wurde auf dem Priwall die Sandskulpturenschau Sand World veranstaltet.
2005 hatte der Priwall 1567 Bewohner; 2014 waren es 1448. 2024 hatte der Priwall rund 1600 Bewohner, die auf der Halbinsel einen festen Wohnsitz hatten. Die Sommerhäuser werden von etwa 400 Personen bewohnt.
Während der Priwall bis zur Grenzöffnung 1989 ein fast unberührtes Naturparadies war, änderte sich die Lage im 21. Jahrhundert. Eines der größten Tourismusprojekte Norddeutschlands, die BeachBay eines dänischen Investors, brachte der Halbinsel einen Anstieg der Übernachtungszahlen auf fast 500.000 jährlich. Der Passathafen bietet 500 Liegeplätze.

## Öffentliche Einrichtungen

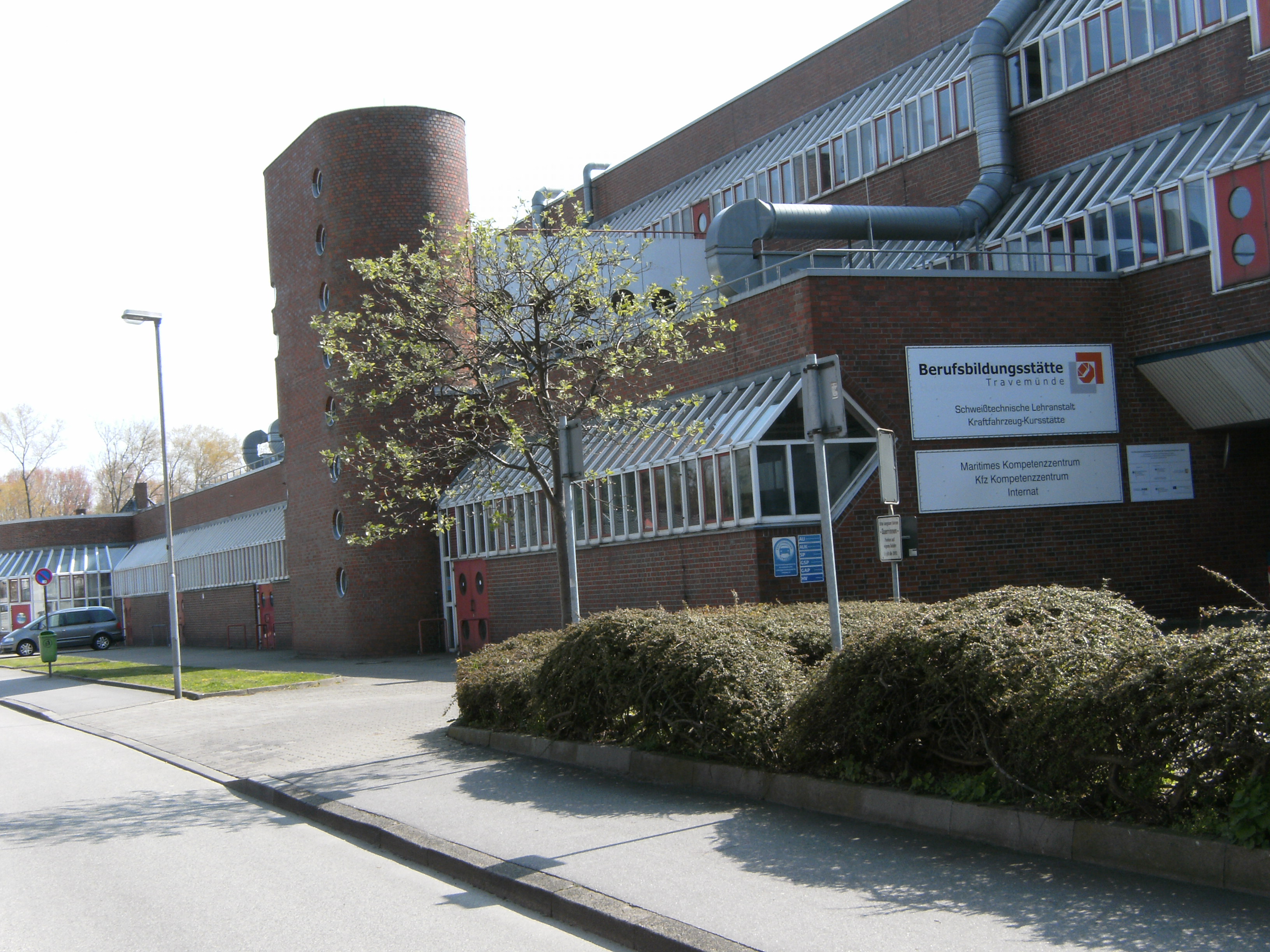
Berufsbildungsstätte Travemünde in der Wiekstraße

Der Priwall ist Standort einer Seemannsschule und der Landesberufsschulen für Bootsbauer, Augenoptiker, Schuhtechnik/Orthopädieschuhtechnik, Segelmacher und Glaserei.

## Wirtschaft

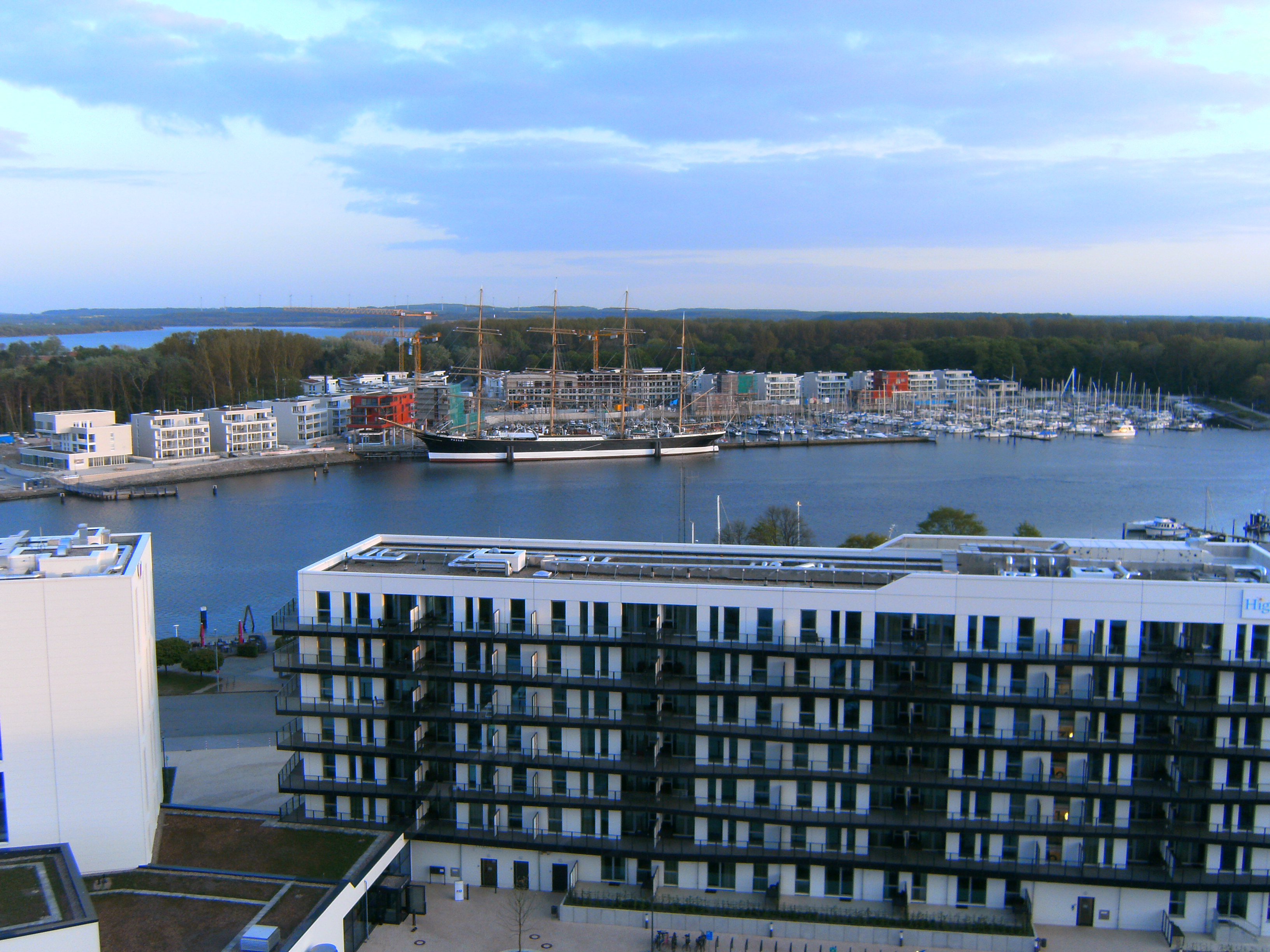
Blick über die Trave auf den Priwall mit Gebäuden des Waterfront-Viertels im Jahr 2019

Auf dem Priwall wurde 1992 eine große Seniorenresidenz auf dem 140.000 Quadratmeter großen Gelände der früheren Schlichting-Werft eröffnet. Die Werft war 1905 auf dem Priwall angesiedelt worden, hatte die Werftenkrise der 1980er Jahre nicht überstanden und stellte den Betrieb 1986 ein. Die Werftgebäude wurden abgerissen. 2022 hatte die Senioreneinrichtung Rosenhof an ihrer Stelle 538 Bewohnerinnen und Bewohner.
Auf dem Priwall befinden sich eine Ferienhausanlage und große Sportboot- und Yachthäfen, die insbesondere während der Travemünder Woche internationales Flair bieten. Ein Reiterhof mit Offenstallhaltung bietet Gelegenheit zum Reitunterricht. Außerdem gibt es zahlreiche private Wochenendhäuser.
Ein Teil des Priwalls nahe dem Liegeplatz der Passat wurde umgestaltet. Ende 2007 wurde eine sieben Hektar große Teilfläche des Priwalls an die Waterfront-AG verkauft. Diese baute Häuser und Hotels entlang und mehrfach gestaffelt hinter der Wasserlinie. Gegen das Bauprojekt wandte sich die „Bürgerinitiative behutsame Priwallentwicklung e. V.“ Sie legte 2010 ein alternatives Konzept mit eingeschränkter Bebauung vor. 2018 war die Anlage Priwall Waterfront mit 6,1 Hektar Fläche im Bau. Das „Slow Down“-Tagungszentrum wird seit Ende 2019 im Sommer als Hotel und im Winter für Tagungen und Kongresse genutzt.

## Sehenswürdigkeiten
Ein schmaler Weg der alten Flughafen-Landebahn mit Betonplatten verläuft auf dem Priwall am Ende des Fliegerweges.
Das Museum Ostseestation Priwall am Priwallhafen zeigt in mehreren Aquarien im Meer lebende Tiere von der Qualle bis zur Scholle. Auch das giftige Petermännchen gibt es zu sehen. Anhand von Gehäusen der Miesmuschel wird gezeigt, dass Muscheln in der salzhaltigen Nordsee größer werden als Muscheln in der Ostsee. An der Trave kann man unter anderem auch die Viermastbark Passat besichtigen. Dieses Schiff war ein Flying P-Liner der Hamburger Reederei F. Laeisz, die 1920 mit der Priwall auch ein ähnliches Schiff nach der Halbinsel benannte. Die Priwall wurde 1941 in Valparaiso interniert, dann an die chilenische Regierung verschenkt, die sie als Schulschiff Lautaro einsetzte; 1945 ging das Schiff nach einem Ladungsbrand (Guano) verloren.
Die Passat liegt beim Passat-Hafen, dem ehemaligen U-Boot-Hafen. Dieser bietet Platz für 500 Segelboote.
An der Pötenitzer Wiek liegt das Naturschutzgebiet „Südlicher Priwall“. Auf der mecklenburgischen Seite, im Höftland von Pötenitz, schließt das Naturschutzgebiet Küstenlandschaft zwischen Priwall und Barendorf mit Harkenbäkniederung an.
Der Priwall-Wanderweg beginnt bei der Priwall-Autofähre, umrundet das Natur- und Vogelschutzgebiet Südlicher Priwall entlang dem Ufer der Trave und der Pötenitzer Wiek. Über den Fliegerweg geht der circa 8,5 km lange Rundweg zurück zur Mecklenburger Landstraße und zur Priwall-Autofähre.

## Natur

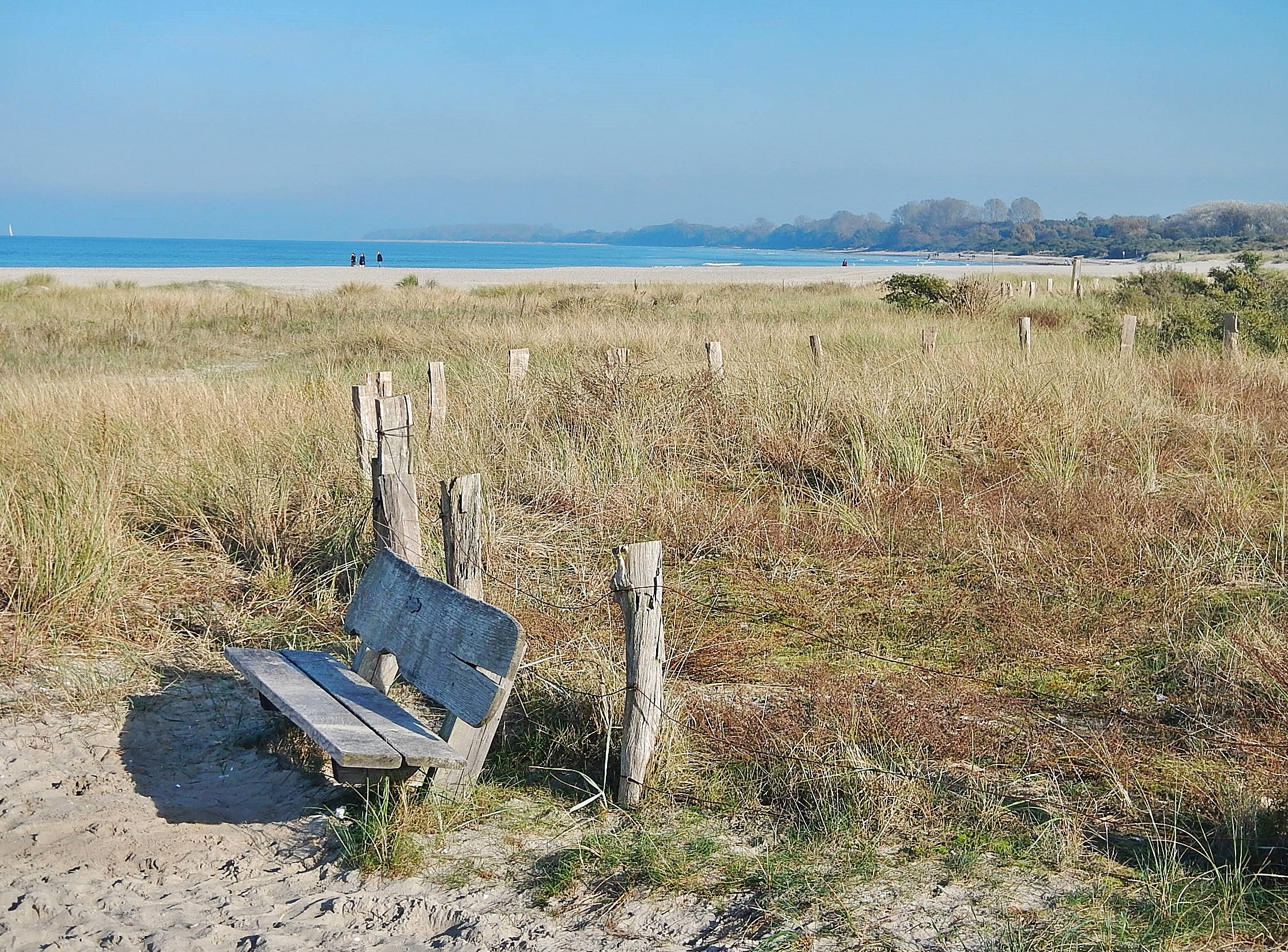
Strand am Priwall

Bereits zwischen 1909 und 1914 bestand mit der Seevogelfreistätte Priwall im südlichen Bereich der Halbinsel eines der ersten Vogelschutzgebiete an der deutschen Ostseeküste. Seit August 1998 ist als ideeller Nachfolger das knapp 150 Hektar umfassende Naturschutzgebiet „Südlicher Priwall“ ausgewiesen. Im nördlichen Bereich liegt das im April 2022 ausgewiesene Landschaftsschutzgebiet „Küstenlandschaft Priwall“.

## Gedenkstätten

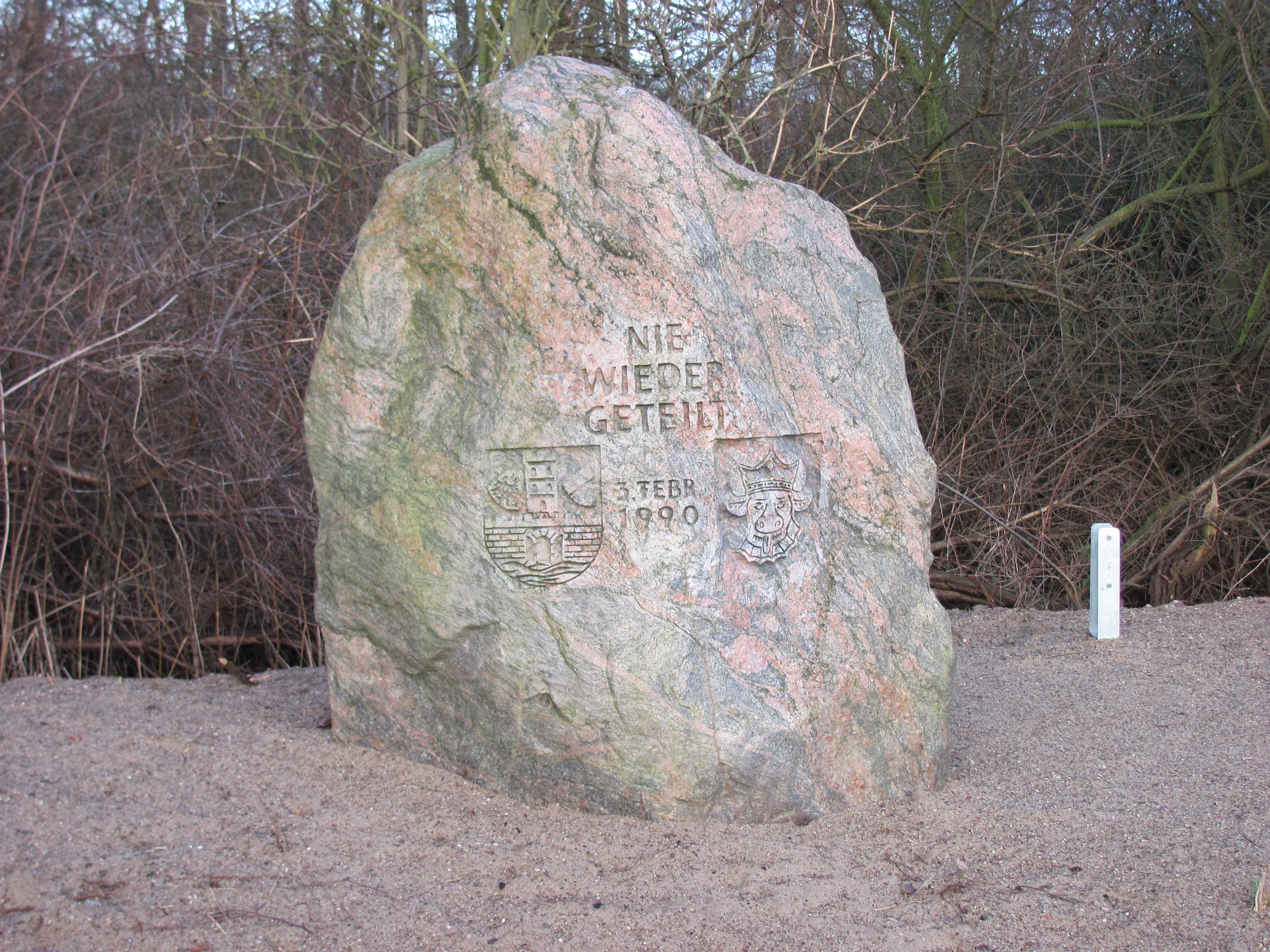
Gedenkstein zur Öffnung der innerdeutschen Grenze zwischen Schleswig-Holstein und der DDR am Priwall

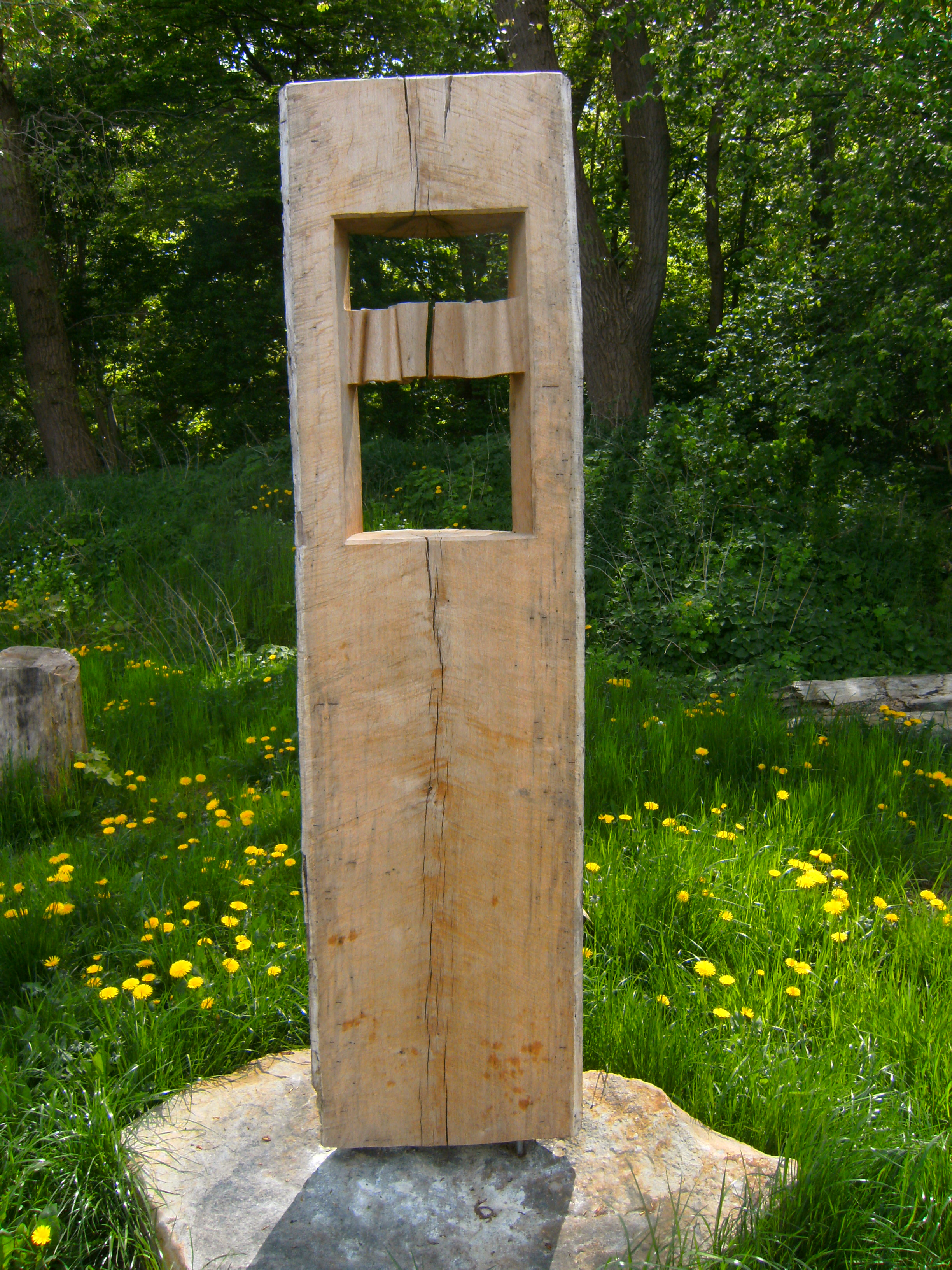
Straße Am Priwallhafen, Duckdalben (2)

Am Priwallhafen stehen am Lagerplatz für ausgemusterte Duckdalben zwei Skulpturen eines dreiteiligen Kunstwerks aus Duckdalben von Sabine Klupsch. Diese Stelen erinnern an die Grenzlage des Priwalls während der DDR-Zeit.
Das Flieger-Denkmal an der Wiekstraße mit Propeller auf einer Backsteinstele erinnert an die Opfer der See-Fliegerei.
An der Mecklenburger Landstraße zwischen Travemünde-Priwall und Pötenitz erinnert ein Findling mit der Inschrift „Nie wieder geteilt“ und den Wappen von Travemünde und Mecklenburg an den 3. Februar 1990, an dem die ehemalige Grenze zur DDR zunächst im Strandabschnitt für Fußgänger gegen 9:35 Uhr geöffnet wurde. Der Findling an der Landstraße steht bereits auf Mecklenburger Gebiet. Hier verlief 1945 die Demarkationslinie, in der Folge die innerdeutsche Grenze zwischen Bundesrepublik Deutschland und Deutscher Demokratischer Republik. Seit der Wiedervereinigung verläuft hier die Grenze zwischen den Ländern Mecklenburg-Vorpommern und Schleswig-Holstein.

## Söhne und Töchter
- Lili Fischer (* 1947), Künstlerin
- Peter Nogly (* 1947), deutscher Fußballnationalspieler